# Poiana Lacului
Poiana Lacului – wieś w Rumunii, w okręgu Ardżesz, w gminie Poiana Lacului. W 2011 roku liczyła 1660 mieszkańców.